# Nitro (film)
Pour les articles homonymes, voir Nitro.
Pour plus de détails, voir Fiche technique et Distribution.
Nitro (ou Absolute Race pour sa sortie vidéo en France) est un film québécois réalisé par Alain DesRochers, sorti en 2007. Il met en vedette Guillaume Lemay-Thivierge, Lucie Laurier et Martin Matte.

## Synopsis
Désirant sauver sa femme qui nécessite d'urgence une transplantation cardiaque, un homme renoue avec son passé de pilote de courses de rue afin d'amasser de l'argent pour acheter un cœur à un mafieux.

## Fiche technique
- Titre original : Nitro
- Titre vidéo français : Absolute Race[1]
- Titre de travail : Adieu Max[1]
- Réalisation : Alain DesRochers
- Scénario : Benoît Guichard, d'après une idée d'Alain DesRochers
- Musique : FM Le Sieur
- Direction artistique : Dominique DesRochers
- Costumes : Carmen Alie
- Coiffure : Denis Parent
- Maquillage : Johanne Gravel
- Photographie : Bruce Chun
- Son : Claude Hazanavicius, Martin Pinsonnault, Pierre-Jules Audet, Bernard Gariépy Strobl
- Montage : Eric Drouin
- Production : Pierre Even
- Société de production : Cirrus Communications
- Société de distribution : Alliance Vivafilm
- Budget : 7,2 millions de dollars[2]
- Pays de production : Canada
- Langue : français
- Format : couleur - 1.85:1 - Dolby
- Genre : film d'action
- Durée : 105 minutes
- Dates de sortie[1] : 
  -  Québec : 29 juin 2007
  -  France : 7 avril 2015 (DVD[3])
- Classification :
  - Québec : 13 ans et plus (Violence)[4]

## Distribution
- Guillaume Lemay-Thivierge : Max
- Lucie Laurier : Morgane
- Martin Matte : l'Avocat
- Raymond Bouchard : Meg, le père de Max
- Myriam Tallard : Alice
- Antoine DesRochers : Théo, le fils d'Alice
- Martin David Peters : le Vétérinaire
- Gaston Lepage : le chirurgien d'Alice
- Bianca Gervais : Franfreluche
- Tony Conte : Gino
- Réal Bossé : le coordonnateur des dons d'organes
- Jeff Stinco : un concurrent lors de la course dans les rues
- Alexandre Goyette : Colosse
- Pierre Mailloux : le contremaître

## T-Rex

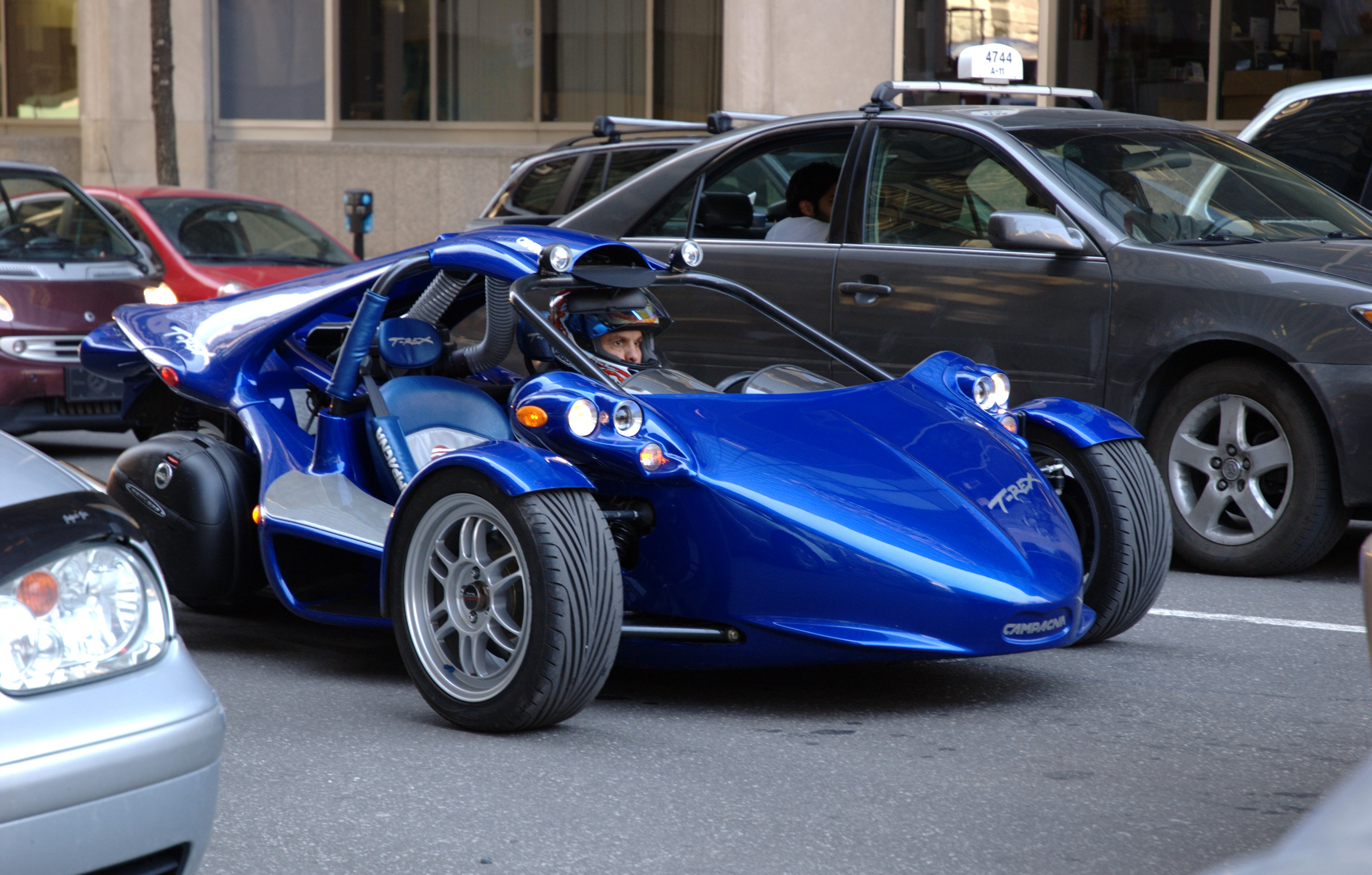
Une Campagna T-Rex semblable à celle du film.

Le film met en scène, lors d'une poursuite automobile, un véhicule à trois roues nommé T-Rex, qui est une invention québécoise. Ce placement de produit a permis de donner une visibilité significative au constructeur de ce véhicule.

## Suite
La suite du film, Nitro Rush, toujours réalisée par Alain DesRochers, sort en 2016.